# Azha (ster)
Azha (eta Eridani) is een ster in het sterrenbeeld Eridanus (Rivier Eridanus).